# IC 3840
IC 3840 ist eine Zwerggalaxie vom Hubble-Typ  IBm? im Sternbild Coma Berenices am Nordsternhimmel, die schätzungsweise 26 Millionen Lichtjahre von der Milchstraße entfernt ist.
Das Objekt wurde am 27. Januar 1904 von Max Wolf entdeckt.